# Ernest Marples
Alfred Ernest Marples, baron Marples, (9 décembre 1907 - 6 juillet 1978) est un homme politique conservateur britannique qui est ministre des Postes (1957–1959) et ministre des Transports (1959–1964).

## Jeunesse
Marples est né au 45 Dorset Road, Levenshulme, Manchester, Lancashire. Son père est un ingénieur renommé et un militant du parti travailliste de Manchester, et sa mère travaille dans une manufacture de chapeaux locale. Marples fréquente la Victoria Park Council School et obtient une bourse à la Stretford Grammar School. À l'âge de 14 ans, il est déjà actif dans le mouvement travailliste et gagne de l'argent en vendant des cigarettes et des bonbons aux supporters de football de Manchester. Il joue également au football pour une équipe du YMCA.
Marples travaille comme mineur, facteur, chef et comptable. Il est nommé dans la Royal Artillery en 1941, atteint le grade de capitaine et est démobilisé pour raisons médicales en 1944.
En 1937, Marples épouse Edna Florence Harwood, la fille d'un homme d'affaires de Nottingham. Ce mariage est dissous en 1945.
En 1956, Marples épouse son ancienne secrétaire Ruth Dobson (1919–2014), qui, lors de son élévation à la pairie en 1974, devient Lady Marples,.

## Carrière politique
Marples rejoint le Parti conservateur et en 1945 est élu député de Wallasey. En 1951, Winston Churchill le nomme ministre subalterne du gouvernement conservateur de 1951 à 1955. Marples est ministre sous Harold Macmillan et Alec Douglas-Home tout au long du gouvernement conservateur de 1957 à 1964.
En 1957, Harold Macmillan nomme Marples Postmaster General. Le 2 juin 1957, Marples lance le premier tirage au sort du nouveau programme d'obligations premium. À cette époque, le réseau téléphonique est contrôlé par le General Post Office et voit l'introduction de la numérotation par ligne d'abonné (STD), qui élimine l'utilisation des opérateurs sur les appels téléphoniques nationaux, et il introduit les premiers codes postaux au Royaume-Uni, bien qu'il s'agisse en fait d'innovations techniques qui auraient probablement été inévitables quel que soit le ministre.
Marples est ministre des Transports du 14 octobre 1959 jusqu'à ce que les conservateurs perdent les élections générales de 1964 le 16 octobre 1964.
En tant que ministre des Transports, il supervise l'introduction des parcomètres et du permis de conduire provisoire en 1958, des passages de pandas en 1962 et de deux lois sur les transports. Le Road Traffic Act de 1960 qui introduit le test MOT, les lignes jaunes simples et doubles jaunes en bordure de route, les agents de la circulation et la limite des moteurs à 250 cm3 pour les jeunes conducteurs de motocyclistes.
Le Transport Act 1962 dissout la British Transport Commission (BTC) qui a supervisé les chemins de fer, les canaux et le transport routier de marchandises et créé le British Railways Board. Il met en place des mesures qui simplifient le processus de fermeture des chemins de fer. La loi est décrite comme «la loi la plus importante dans le domaine du droit ferroviaire à avoir été promulguée depuis la loi de 1854 sur le trafic ferroviaire et canal ».
En prévision de la loi de 1962, le gouvernement nommé le Dr Richard Beeching président du British Railways Board, chargé de recommander et de mettre en œuvre les changements nécessaires pour mettre fin aux pertes qui augmentaient rapidement à l'époque. Les coupes Beeching, ou "Beeching Axe" qui ont suivi, entraînent des fermetures majeures pour les gares et les lignes. Dans le même temps, le gouvernement fournissait un financement pour la construction d'autoroutes, qui étaient construites par des entreprises dans lesquelles Marples avait un intérêt .
Marples quitte la Chambre des communes aux élections générales de février 1974. Le 8 mai 1974, il est fait pair à vie en tant que baron Marples de Wallasey dans le comté de Merseyside .

## Carrière dans les affaires
À la fin des années 1940, Marples est directeur d'une société appelée Kirk & Kirk, qui est un entrepreneur dans la construction de la centrale électrique Brunswick Wharf à Blackwall à Londres. Marples rencontre l'ingénieur civil Reginald Ridgway (1908–2002), qui travaille comme entrepreneur pour Kirk & Kirk. En 1948, les deux hommes fondent Marples Ridgway and Partners, une entreprise de génie civil.
Le nouveau partenariat reprend le contrat de Kirk & Kirk à Brunswick Wharf et en 1950 Marples rompt ses liens avec Kirk & Kirk. Les contrats ultérieurs de Marples Ridgway comprennent la construction de centrales électriques en Angleterre, le barrage d'Allt na Lairige en Écosse, des routes en Éthiopie et (de manière significative) en Angleterre et un port en Jamaïque. Le Bath and Portland Group reprend Marples Ridgway en 1964.
Peu de temps après être devenu ministre subalterne en novembre 1951, Marples démissionne de son poste de directeur général de Marples Ridgway, mais continue de détenir environ 80% des actions de l'entreprise. Lorsqu'il est nommé ministre des Transports en octobre 1959, Marples s'engage à vendre sa participation dans la société, car il enfreint clairement les règles de la Chambre des communes sur les conflits d'intérêts. Il ne l'a pas fait en janvier 1960, date à laquelle le Evening Standard rapporte que Marples Ridgway a remporté l'appel d'offres pour la construction du Hammersmith Flyover et que les ingénieurs du ministère des Transports avaient approuvé le rejet par le London County Council d'un appel d'offres inférieur.

### Fuite vers Monaco
Au début de 1975, Marples fuit soudainement à Monte-Carlo. Il part juste avant la fin de l'année d'imposition, craignant d'être redevable d'une facture fiscale importante.
La fuite se produit à un moment où Marples fait face à des problèmes sur plusieurs fronts. Les locataires de son immeuble à Harwood Court, Upper Richmond Road, Putney, Londres, exigent qu'il répare de graves défauts structurels et menacent de poursuites judiciaires. Il est poursuivi pour 145 000 £ par la banque d'affaires Bankers Trust dans le cadre d'un accord conclu avec la société française Ernest Marples et Cie. Il est également poursuivi par John Holmes, l'arpenteur agréé et directeur de la société immobilière de Marples Ecclestone Enterprises, pour licenciement injustifié et qui réclame 70 000 £ de dommages et intérêts. L'Inland Revenue exige qu'il paie près de 30 ans d'impôts sur sa résidence à Eccleston Street, Belgravia, Londres, ainsi que Impôt sur les plus-values sur ses propriétés à Kensington. De plus, en 1974, il a perdu 130 caisses de vin à cause d'un incendie dans un magasin qu'il possédait sous une ligne de chemin de fer à Brixton et il est reconnu coupable de conduite en état d'ivresse pour lequel il est condamné à une interdiction de conduire d'un an et une amende de 45 £ .
Son départ intervient à la suite de l'échec d'un plan visant à éviter de payer des impôts sur ses propriétés en impliquant une société basée au Liechtenstein avec laquelle il est impliqué depuis plus de dix ans . Il devait vendre son bloc d'appartements à Harwood Court pour 500 000 £ à Vin International qui les rénoverait et les vendrait entre 2,25 et 2,5 millions de £. Marples ne serait redevable d'un Impôt sur les plus-values de 30% que lors du transfert à Vin qui, en tant que société offshore, ne serait redevable que d'un droit de timbre de 2%. Le plan échoue après le changement de gouvernement en 1974. Après la publication de rapports sur ce plan dans le Daily Mirror, le Trésor gèle les avoirs de Marples en Grande-Bretagne. En novembre 1977, il verse 7 600 £ au gouvernement britannique en règlement de sa violation des règles de Contrôle des changes, après quoi il retourne à Londres.
Les dernières années de Marples sont consacrées à son domaine viticole de 45 acres à Fleurie, en France. Il est décédé dans un hôpital de Monte Carlo le 6 juillet 1978. Dans son testament, il laisse des biens évalués à 388 166 £. Il est enterré dans un terrain familial au Southern Cemetery, Manchester.